# Элевейт
Элевейт — деревня в муниципалитете Земст, Фламандский Брабант, Бельгия.

## История
Деревня была основана в I веке как римский викус на перекрестке дорог. Он существовал до тех пор, пока не был разрушен в конце третьего века. Сотни лет спустя медленно начала возникать новая деревня с центром в полумиле к югу от руин старой деревни.
На протяжении большей части позднего средневековья Элевейт и близлежащая деревня Перк образовывали Herrschaft (территория) herrschaft . В XI веке в юго-западной части села был построен деревянный форт. Позже замок Элевейт ( Het Steen ) был модернизирован и в 1630-х годах был резиденцией известного художника Питера Пауля Рубенса.

## Памятники
В Элевейте находится замок Хет-Стен, который принадлежал Рубенсу с 1635 года до его смерти в 1640 году и изображен на некоторых его картинах.